# Pumindian
Il Pumindian (cinese: 普閩典 o 閩拼方案) è un sistema di romanizzazione per la lingua min meridionale, in particolare la versione xiamen di questo idioma. Prende il nome dal Dizionario mandarino-min meridionale (cinese semplificato: 普通话闽南语词典; cinese tradizionale: 普通話閩南語詞典; pinyin: Pǔtōnghuà Mǐnnányǔ Cídiǎn) in cui è usato il sistema, ma il nome cinese formale è Sistema di ortografia il linguaggio min meridionale (cinese semplificato: 闽南话拼音方案; cinese tradizionale: 閩南話拼音方案; pinyin: Mǐnnán Huà Pīnyīn Fāng'àn).

## Confronto di ortografie
Le diverse ortografie della lingua min meridionale sono confrontate nella tabella seguente.
| IPA                           | a     | ap    | at    | ak    | aʔ    | ã      | ɔ     | ɔk    | ɔ̃      | ə     | o     | e     | ẽ      | i     | ɪɛn    | iŋ     |
| Pe̍h-ōe-jī                     | a     | ap    | at    | ak    | ah    | aⁿ     | o͘     | ok    | oⁿ     | o     | o     | e     | eⁿ     | i     | ian    | eng    |
| TLPA riveduto                 | a     | ap    | at    | ak    | ah    | aN     | oo    | ok    | ooN    | o     | o     | e     | eN     | i     | ian    | ing    |
| TLPA                          | a     | ap    | at    | ak    | ah    | ann    | oo    | ok    | oonn   | o     | o     | e     | enn    | i     | ian    | ing    |
| Pumindian                     | a     | ap    | at    | ak    | ah    | na     | oo    | ok    | noo    | o     | o     | e     | ne     | i     | ien    | ing    |
| MLT                           | a     | ab/ap | ad/at | ag/ak | aq/ah | va     | o     | og/ok | vo     | ø     | ø     | e     | ve     | i     | ien    | eng    |
| DT                            | a     | āp/ap | āt/at | āk/ak | āh/ah | ann/aⁿ | o     | ok    | onn/oⁿ | or    | or    | e     | enn/eⁿ | i     | ian/en | ing    |
| Kana taiwanese                | アア  | アプ  | アツ  | アク  | ア    | アア   | オオ  | オク  | オオ   | オオ  | ヲヲ  | エエ  | エエ   | イイ  | イエヌ | イエン |
| Zhuyin                        | ㄚ    | ㄚㆴ  | ㄚㆵ  | ㄚㆶ  | ㄚㆷ  | ㆩ     | ㆦ    | ㆦㆶ  | ㆧ     | ㄜ    | ㄛ    | ㆤ    | ㆥ     | ㄧ    | ㄧㄢ   | ㄧㄥ   |
| Tâi-lô                        | a     | ap    | at    | ak    | ah    | ann    | oo    | ok    | onn    | o     | o     | e     | enn    | i     | ian    | ing    |
| Esempio (cinese tradizionale) | 亞 洲 | 壓 力 | 警 察 | 沃 水 | 牛 肉 | 三 十  | 烏 色 | 中 國 |        | 澳 洲 | 澳 洲 | 下 晡 |        | 醫 學 | 鉛 筆  | 英 國  |
| Esempio (cinese semplificato) | 亚 洲 | 压 力 | 警 察 | 沃 水 | 牛 肉 | 三 十  | 烏 色 | 中 国 |        | 澳 洲 | 澳 洲 | 下 晡 |        | 医 学 | 铅 笔  | 英 国  |

| IPA                           | ɪk     | ĩ      | ai    | aĩ       | au    | am    | ɔm   | m̩     | ɔŋ    | ŋ̍     | u     | ua    | ue    | uai    | uan    | ɨ     | (i)ũ      |
| Pe̍h-ōe-jī                     | ek     | iⁿ     | ai    | aiⁿ      | au    | am    | om   | m     | ong   | ng    | u     | oa    | oe    | oai    | oan    | i     | (i)uⁿ     |
| TLPA riveduto                 | ik     | iN     | ai    | aiN      | au    | am    | om   | m     | ong   | ng    | u     | ua    | ue    | uai    | uan    | ir    | (i)uN     |
| TLPA                          | ik     | inn    | ai    | ainn     | au    | am    | om   | m     | ong   | ng    | u     | ua    | ue    | uai    | uan    | ir    | (i)unn    |
| Pumindian                     | ik     | ni     | ai    | nai      | au    | am    | om   | m     | ong   | ng    | u     | ua    | ue    | uai    | uan    | i     | n(i)u     |
| MLT                           | eg/ek  | vi     | ai    | vai      | au    | am    | om   | m     | ong   | ng    | u     | oa    | oe    | oai    | oan    | i     | v(i)u     |
| DT                            | ik     | inn/iⁿ | ai    | ainn/aiⁿ | au    | am    | om   | m     | ong   | ng    | u     | ua    | ue    | uai    | uan    | i     | (i)unn/uⁿ |
| Kana taiwanese                | イエク | イイ   | アイ  | アイ     | アウ  | アム  | オム | ム    | オン  | ン    | ウウ  | ヲア  | ヲエ  | ヲアイ | ヲアヌ | ウウ  | ウウ      |
| Zhuyin                        | ㄧㆶ   | ㆪ     | ㄞ    | ㆮ       | ㆯ    | ㆰ    | ㆱ   | ㆬ    | ㆲ    | ㆭ    | ㄨ    | ㄨㄚ  | ㄨㆤ  | ㄨㄞ   | ㄨㄢ   | ㆨ    | ㆫ        |
| Tâi-lô                        | ik     | inn    | ai    | ainn     | au    | am    | om   | m     | ong   | ng    | u     | ua    | ue    | uai    | uan    | i     | iunn      |
| Esempio (cinese tradizionale) | 翻 譯  | 病 院  | 愛 情 |          | 歐 洲 | 暗 時 |      | 阿 姆 | 王 梨 | 黃 色 | 有 無 | 歌 曲 | 講 話 | 奇 怪  | 人 員  | 豬 肉 | 舀 水     |
| Esempio (cinese semplificato) | 翻 译  | 病 院  | 爱 情 |          | 欧 洲 | 暗 时 |      | 阿 姆 | 王 梨 | 黄 色 | 有 无 | 歌 曲 | 讲 话 | 奇 怪  | 人 员  | 猪 肉 | 舀 水     |

| IPA                           | p     | b     | pʰ    | m     | t     | tʰ    | n     | nŋ    | l     | k     | ɡ     | kʰ    | h     | tɕi   | ʑi    | tɕʰi  | ɕi    | ts    | dz    | tsʰ   | s     |
| Pe̍h-ōe-jī                     | p     | b     | ph    | m     | t     | th    | n     | nng   | l     | k     | g     | kh    | h     | chi   | ji    | chhi  | si    | ch    | j     | chh   | s     |
| TLPA riveduto                 | p     | b     | ph    | m     | t     | th    | n     | nng   | l     | k     | g     | kh    | h     | zi    | ji    | ci    | si    | z     | j     | c     | s     |
| TLPA                          | p     | b     | ph    | m     | t     | th    | n     | nng   | l     | k     | g     | kh    | h     | zi    | ji    | ci    | si    | z     | j     | c     | s     |
| Pumindian                     | b     | bb    | p     | bb    | d     | t     | n     | lng   | l     | g     | gg    | k     | h     | zi    | li    | ci    | si    | z     | l     | c     | s     |
| MLT                           | p     | b     | ph    | m     | t     | th    | n     | nng   | l     | k     | g     | kh    | h     | ci    | ji    | chi   | si    | z     | j     | zh    | s     |
| DT                            | b     | bh    | p     | m     | d     | t     | n     | nng   | l     | g     | gh    | k     | h     | zi    | r     | ci    | si    | z     | r     | c     | s     |
| Kana taiwanese                | パア  | バア  | パ̣ア  | マア  | タア  | タ̣ア  | ナア  | ヌン  | ラア  | カア  | ガア  | カ̣ア  | ハア  | チイ  | ジイ  | チ̣イ  | シイ  | サア  | ザア  | サ̣ア  | サア  |
| Zhuyin                        | ㄅ    | ㆠ    | ㄆ    | ㄇ    | ㄉ    | ㄊ    | ㄋ    | ㄋㆭ  | ㄌ    | ㄍ    | ㆣ    | ㄎ    | ㄏ    | ㄐ    | ㆢ    | ㄑ    | ㄒ    | ㄗ    | ㆡ    | ㄘ    | ㄙ    |
| Tâi-lô                        | p     | b     | ph    | m     | t     | th    | n     | nng   | l     | k     | g     | kh    | h     | tsi   | ji    | tshi  | si    | ts    | j     | tsh   | s     |
| Esempio (cinese tradizionale) | 報 紙 | 閩 南 | 普 通 | 請 問 | 豬 肉 | 普 通 | 過 年 | 雞 卵 | 樂 觀 | 價 值 | 牛 奶 | 客 廳 | 煩 惱 | 支 持 | 漢 字 | 支 持 | 是 否 | 報 紙 | 熱 天 | 參 加 | 司 法 |
| Esempio (cinese semplificato) | 报 纸 | 闽 南 | 普 通 | 请 问 | 猪 肉 | 普 通 | 过 年 | 鸡 卵 | 乐 观 | 价 值 | 牛 奶 | 客 厅 | 烦 恼 | 支 持 | 汉 字 | 支 持 | 是 否 | 报 纸 | 热 天 | 参 加 | 司 法 |

| Nome tonale                     | Yin piano 陰平 | Yin ascendente 陰上 | Yin uscente 陰去 | Yin entrante 陰入   | Yang piano 陽平 | Yang ascendente 陽上 | Yang uscente 陽去 | Yang entrante 陽入  |      |      |
| ------------------------------- | -------------- | ------------------- | ---------------- | ------------------- | --------------- | -------------------- | ----------------- | ------------------- | ---- | ---- |
| IPA                             | a˥             | a˥˧                 | a˨˩              | ap˩ at˩ ak˩ aʔ˩     | a˧˥             |                      | a˧                | ap˥ at˥ ak˥ aʔ˥     | a˥˥  | a˨   |
| Pe̍h-ōe-jī                       | a              | á                   | à                | ap at ak ah         | â               |                      | ā                 | a̍p a̍t a̍k a̍h         |      | --a  |
| TLPA riveduto TLPA              | a1             | a2                  | a3               | ap4 at4 ak4 ah4     | a5              | a6                   | a7                | ap8 at8 ak8 ah8     | a9   | a0   |
| Pumindian                       | ā              | ǎ                   | à                | āp āt āk āh         | á               |                      | â                 | áp át ák áh         |      |      |
| MLT                             | af             | ar                  | ax               | ab ad ag aq         | aa              | aar                  | a                 | ap at ak ah         |      | ~a   |
| DT                              | a              | à                   | â                | āp āt āk āh         | ǎ               | ä                    | ā                 | ap at ak ah         | á    | å/aj |
| Kana taiwanese (vocali normali) | アア           | アア                | アア             | アプ アツ アク ア   | アア            |                      | アア              | アプ アツ アク ア   |      |      |
| Kana taiwanese (vocali nasali)  | アア           | アア                | アア             | アプ アツ アク ア   | アア            |                      | アア              | アプ アツ アク ア   |      |      |
| Zhuyin                          | ㄚ             | ㄚˋ                 | ㄚᒻ              | ㄚㆴ ㄚㆵ ㄚㆶ ㄚㆷ | ㄚˊ             |                      | ㄚ⊦               | ㄚㆴ̇ ㄚㆵ̇ ㄚㆶ̇ ㄚㆷ̇ |      |      |
| Tâi-lô                          | a              | á                   | à                | ah                  | â               | ǎ                    | ā                 | a̍h                  | a̋    | --ah |
| Esempio (cinese tradizionale)   | 公司           | 報紙                | 興趣             | 血壓 警察 中國 牛肉 | 人員            |                      | 草地              | 配合 法律 文學 歇熱 | 昨昏 | 入去 |
| Esempio (cinese semplificato)   | 公司           | 报纸                | 兴趣             | 血压 警察 中国 牛肉 | 人员            |                      | 草地              | 配合 法律 文学 歇热 | 昨昏 | 入去 |

- Nota: I caratteri estesi bopomofo nella riga in zhuyin richiedono un font UTF-8 capace di mostrare i valori Unicode 31A0–31B7 (es. il font true type Code2000).